# 631

## Събития
- Аварите побеждават панонските българи